# Teymur Məmmədov
Teymur Məmmədov (Baku, 11 gennaio 1993) è un pugile azero, della categoria dei pesi massimi.

## Carriera dilettantistica
È stato campione azero nel 2010 nella categoria dei pesi massimi, prima di intraprendere la carriera internazionale.
Mammadov ha partecipato ad una edizione dei giochi olimpici (Londra 2012), una dei campionati del mondo (Baku 2011), due europei (Ankara 2011, Minsk 2013).

### World Series of Boxing
Nel gennaio 2012 è stato ingaggiato dalla squadra dei Baku Fires, nella categoria dei pesi mediomassimi della World Series of Boxing.

## Principali incontri disputati
Statistiche aggiornate al 22 settembre 2012.
| Evento    | Edizione    | Categoria        | Trentaduesimi | Sedicesimi                           | Ottavi                               | Quarti                                     | Semifinale                       | Finale                            | Pos. | Note  |
| --------- | ----------- | ---------------- | ------------- | ------------------------------------ | ------------------------------------ | ------------------------------------------ | -------------------------------- | --------------------------------- | ---- | ----- |
| Europei   | Ankara 2011 | Massimi (-91 kg) | N.D.          | Jozsef Darmos ( Ungheria) V +20-20   | Stjepan Vugdelija ( Croazia) V 23-14 | Abdulkhamid Nurmagomedov ( Russia) V 23-21 | Johann Witt ( Germania) V 18-12  | Tervel Pulev ( Bulgaria) V AB 3   |      | [ 3 ] |
| Mondiali  | Baku 2011   | Massimi (-91 kg) | Bye           | Anderson Emmanuel ( Barbados) V 23-7 | Jozsef Darmos ( Ungheria) V 24-9     | José Larduet ( Cuba) V 24-20               | Wang Xuanxuan ( Cina) V RET      | Oleksandr Usyk ( Ucraina) P 15-25 |      | [ 4 ] |
| Olimpiadi | Londra 2012 | Massimi (-91 kg) | N.D.          | N.D.                                 | Jai Opetaia ( Australia) V 12-11     | Sjarhej Karneeŭ ( Bielorussia) V +19-19    | Clemente Russo ( Italia) P 15-17 | non qualificato                   |      | [ 5 ] |
| Europei   | Minsk 2013  | Massimi (-91 kg) | N.D.          | Bye                                  | Marko Calic ( Croazia) V 3-0         | Thomas McCarthy ( Irlanda) V 3-0           | Denys Pojacyka ( Ucraina) V 3-0  | Aleksej Egorov ( Russia) P TKO    |      | [ 6 ] |
| Mondiali  | Almaty 2013 | Massimi (-91 kg) | Bye           | Efetobor Apochi ( Nigeria) V 3-0     | Manpreet Singh ( India) V 3-0        | Erislandy Savón ( Cuba) V 2-1              | Clemente Russo ( Italia) P 0-3   | non qualificato                   |      | [ 7 ] |